# Panzió
A panzió olyan kereskedelmi szálláshely, amely szállást, ellátást, valamint ezekhez kapcsolódó szolgáltatásokat nyújt a vendégek részére. A panzió üzletszerűen, egész éven át vagy idényjelleggel, folyamatosan napi üzemeléssel, megszakítás nélkül működik. Elnevezése fogadó is lehet.

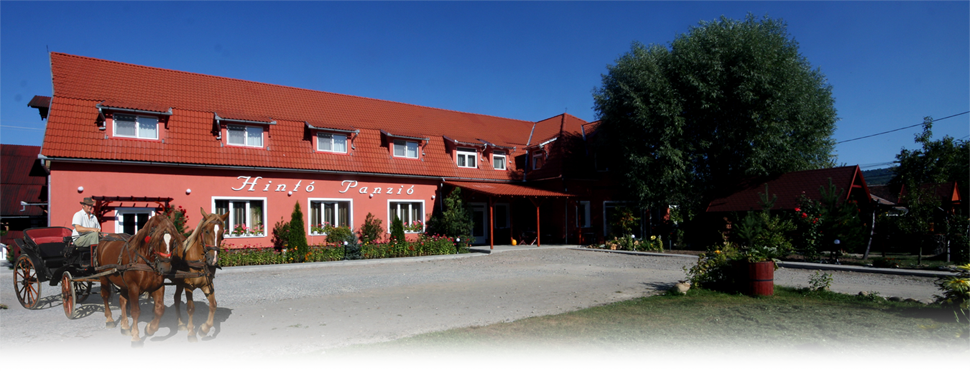
Hintó Panzió, Carriage B&B, Székelyudvarhely

## Osztályba sorolási feltételei
Magyarországon az 54/2003. (VIII.29.) GKM rendelet alapján a panzióknak a következő követelményeket kell teljesíteniük:

### III. osztályú panzió (fogadó)
- A panzióban 24 órán át ügyeleti szolgáltatást nyújtanak.
- A panzió szobáinak nagysága:
  - Egyágyas: legalább 8 négyzetméter és zuhanyozó.
  - Két- vagy háromágyas: legalább 8 négyzetméter és zuhanyozó, továbbá férőhelyenként további 4 négyzetméter (kétágyas: legalább 12 négyzetméter, háromágyas: legalább 16 négyzetméter). Az ágyméret legalább 90 × 195 cm.
- Minden olyan szobában, amelyhez nem tartozik fürdőszoba, hideg-meleg vizes mosdókagyló. 12 ágyanként WC, a WC-ben mosdó, WC-kefe tartóval, WC-papírtartó WC-papírral, kézmosási és higiénikus kézszárítási lehetőség (papírtörlő vagy meleg levegővel szárítás).
- Vizesblokkok száma: A rendelet hatálybalépésekor működő panziónál az Országos Településrendezési és Építési Követelmények (OTÉK) szerint meghatározott számú tisztálkodó helyiséget és illemhelyet kell biztosítani. A rendelet hatálybalépése után épített panziónál szobánként zuhanyozó és WC.
- Fűtés: a panzió szobáit központi vagy egyedi fűtéssel fűtik. Ezt a követelményt nem kell teljesíteni az idényjelleggel működő panzióban.
- Ivóvízellátás: ha a víz nem iható, ezt a körülményt fel kell tüntetni és a helyszínen térítésmentesen ivóvizet kell a vendégek részére biztosítani.
- Felszolgálás: legalább reggeli szolgáltatás helyben vagy a panzió közvetlen közelében.
- Telefonszolgáltatás: nyilvános vagy hozzáférhető telefonálási lehetőség biztosítása a vendégek részére.
- Egyéb szolgáltatások:
  - - 24 órán át csomagmegőrzési lehetőség biztosítása,
  - - közös helyiség áll a vendégek rendelkezésére,
  - - törülköző (csere 2-3 naponta) és csomagolt vagy adagolós folyékony szappan biztosítása,
  - - közösségi WC-blokk biztosítása,
  - - a szobák és a mellékhelyiségek naponkénti takarítása,
  - - ágyazás naponta.
- Tájékoztatás: a panzió szobáiban tájékoztatás a szoba áráról és a menekülési útvonalról, valamint az ügyelet telefonszámáról, ha az ügyeletet nem a panzióban látják el.

### II. osztályú panzió (fogadó)
Megfelel a III. osztályú panzió követelményeinek a következő kiegészítésekkel:
- A panzió szobáinak nagysága: / :Többletkövetelmény: Standard ágy esetén legalább egybefüggő matracfelület, kinyitható ágymegoldás nem fogadható el.
- Vizesblokkok száma: legalább három szobánként egy fürdőszoba.
- Fűtés: a vendég által szabályozható fűtés biztosítása.
- Felszolgálás: reggeli és legalább egy vendéglátó szolgáltatás (drinkbár, presszó stb.).
- Telefonszolgáltatás: nyilvános vagy hozzáférhető nemzetközi távhívási lehetőség biztosítása a vendégek részére.
- Egyéb szolgáltatások:
  - Többletkövetelmények:
    - - értékmegőrzési lehetőség biztosítása a panzióban,
    - - ébresztési lehetőség biztosítása (személyes vagy technikai),
    - - szobai hűtőszekrény biztosítása.

  - Egyéb követelmények:
    - - gépkocsi parkolóhely biztosítása a panzió (fogadó) bejáratától számított 300 m-es közúti távolságon belül legalább a panzió férőhelyei 30%-ának mértékéig, a rendelet hatálybalépését követően épülő panziók (fogadók) esetében,
    - - a panzió szilárd burkolatú úton megközelíthető, a városban működő panzió esetében a panzió bejáratától számított 500 m-es közúti távolságon belül tömegközlekedési jármű megállóhelye található.

### I. osztályú panzió (fogadó)
Megfelel a II. osztályú panzió követelményeinek a következő kiegészítésekkel:
- A panzióban reggel 7-től este 22 óráig portaszolgálatot, este 22 órától reggel 7 óráig ügyeleti szolgálatot biztosítanak.
- Telefonszolgáltatás: 2 telefon fővonal és legalább házi telefonrendszer a panzióban.
- Egyéb szolgáltatások: Többletkövetelmény:
  - - minibár,
  - - hitelkártya elfogadási kötelezettség,
  - - szobánként színes tv távkapcsolóval, legalább öt külföldi adás (amelyből legalább kettő különböző nyelvű) vételének lehetőségével,
  - - ágyneműcsere kétnaponként, törülközőcsere a vendég kérésére naponként.